# Högkonjunkturen efter andra världskriget

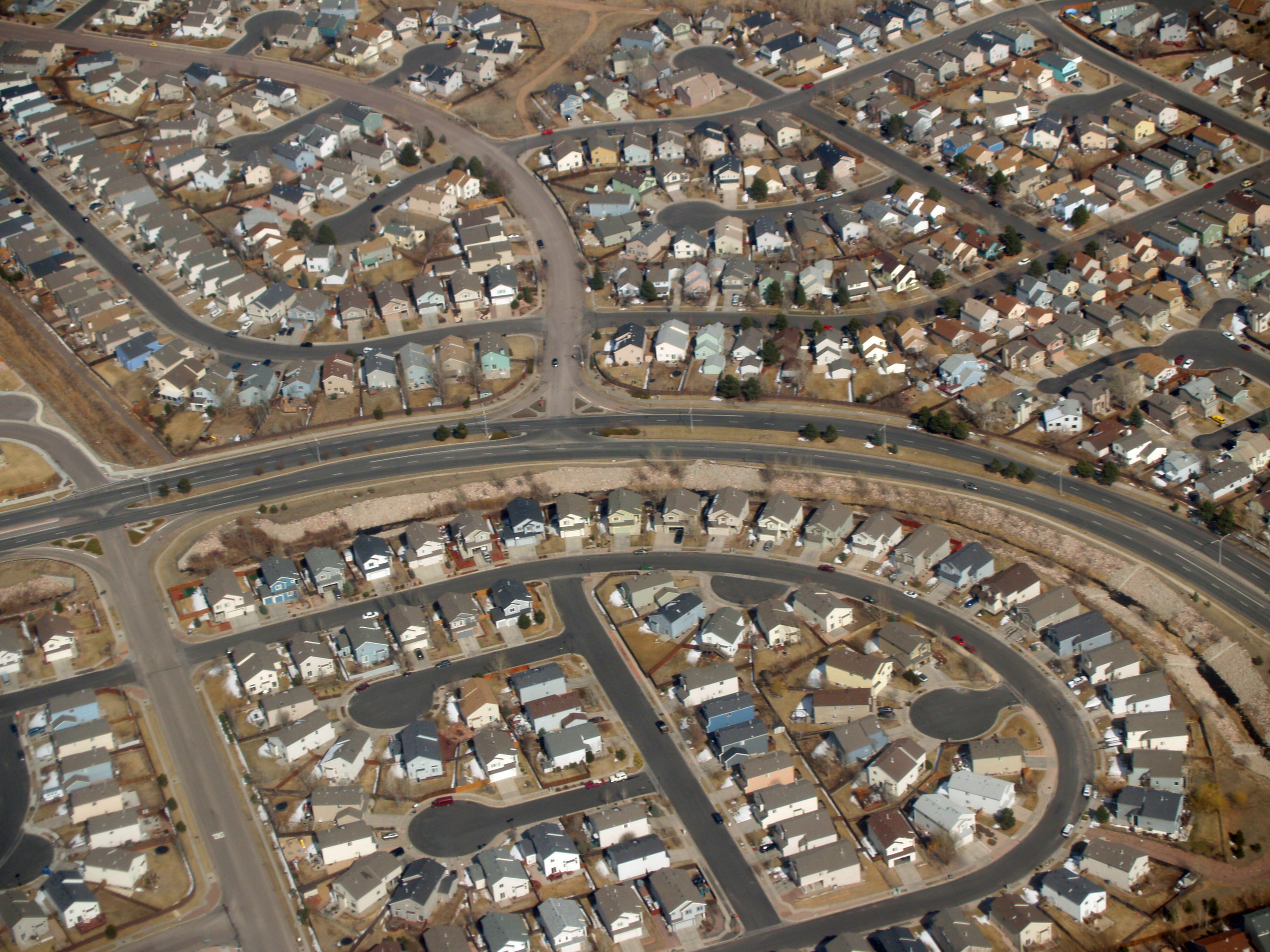
I USA möjliggjorde den ökade bilismen och det låga bensinpriset utbredningen av fler villaförorter.

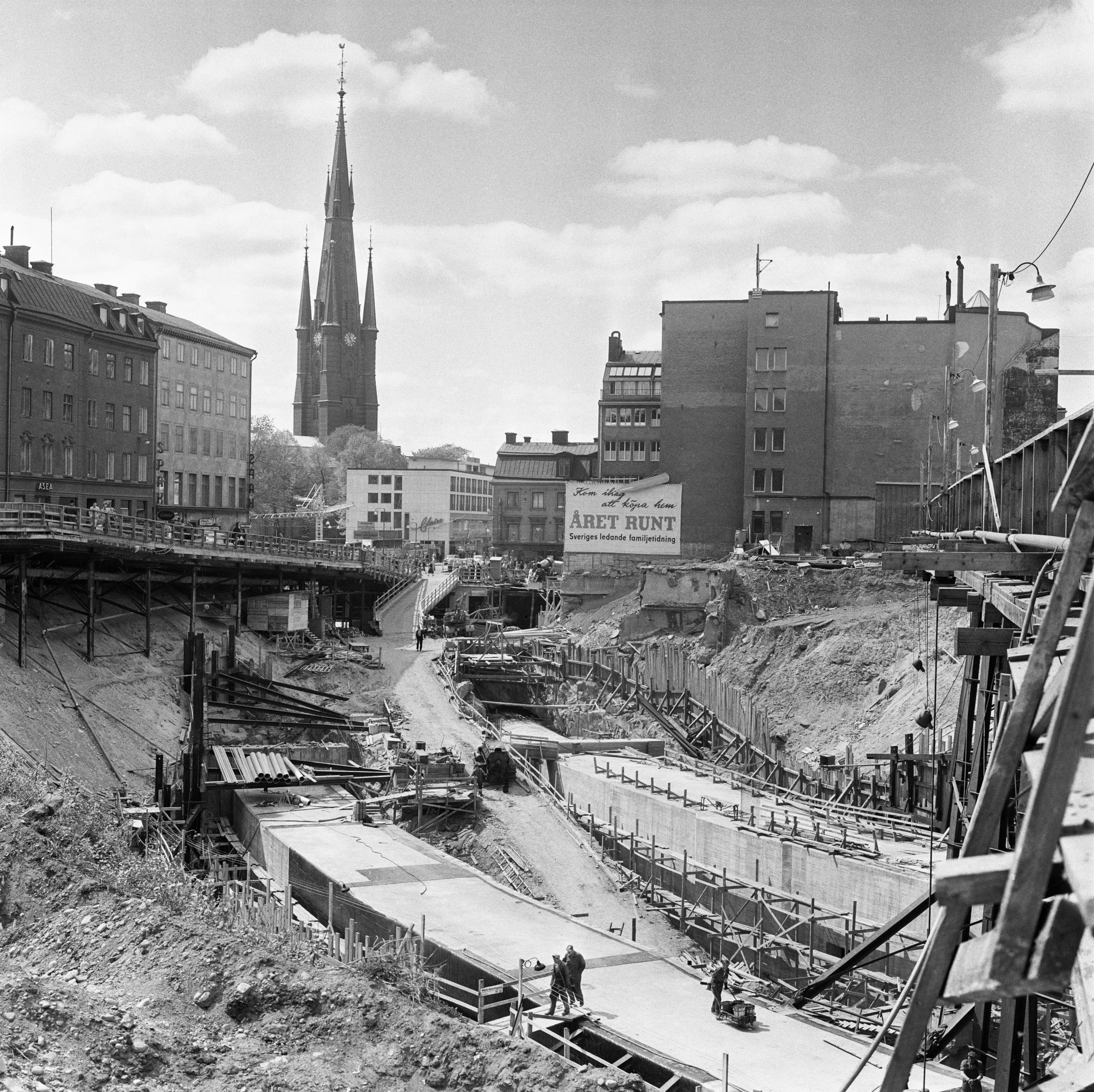
Statsmakterna i många länder satsade mycket pengar på infrastruktur. Här är Norrmalmsregleringen och bygget av Stockholms tunnelbana i Sverige.

Efter andra världskrigets slut 1945 upplevde de flesta länder i västvärlden en långvarig högkonjunktur med ekonomisk tillväxt och låg arbetslöshet, som i stort sett varade fram till oljekrisen 1973, då lågkonjunkturen under 1970-talet tog vid.
1945 låg stora delar av världen i spillror, skadade av andra världskriget. 1947-1948 lades Marshallplanen fram.
Statsmakterna gjorde stora investeringar i utbildning, offentlig välfärd och infrastruktur. Ett exempel i Sverige var miljonprogrammet.

Oljepriset var lågt efter andra världskriget, och fram till oljekrisen 1973.

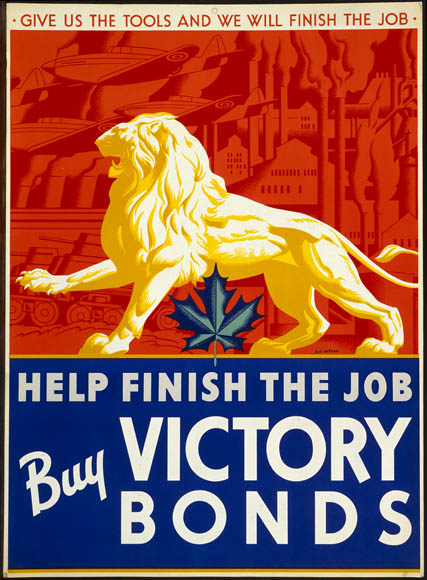
Allierade krigslån överfärde pengar från statsmakterna till privathushåll.

Historiker har flera olika tolkningar av vad som gjorde denna tillväxt möjlig. Det handlade bland annat om frihandel som blev möjlig genom Bretton Woods-systemet, och att många industriländer vid denna tid hade en gynnsam åldersstruktur, där en stor del av befolkningen var i vuxen ålder.

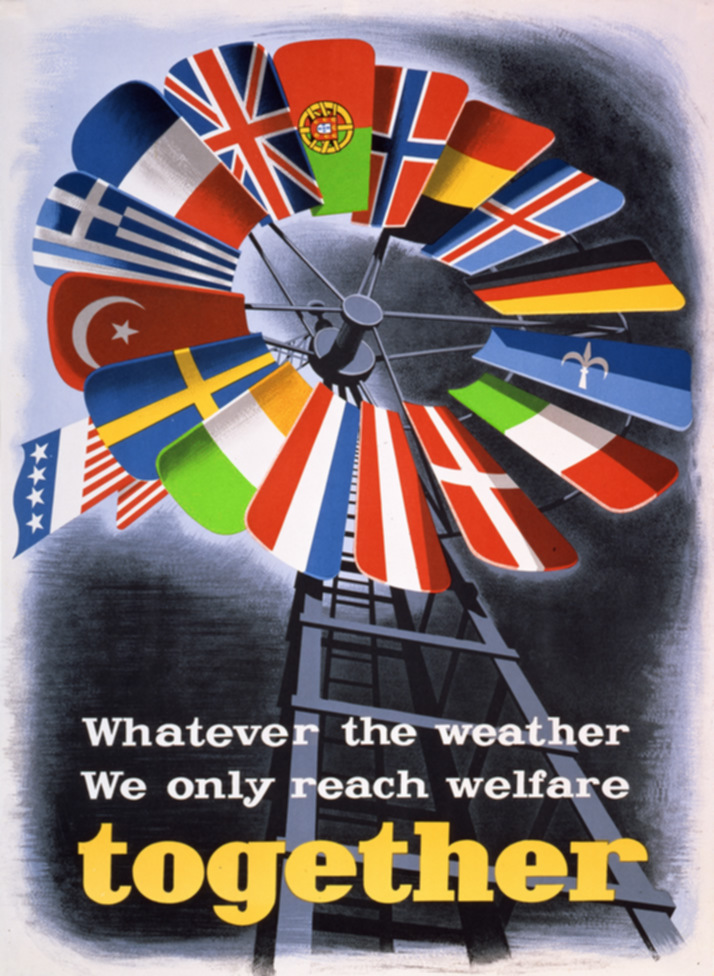
Poster för Marshallplanen.

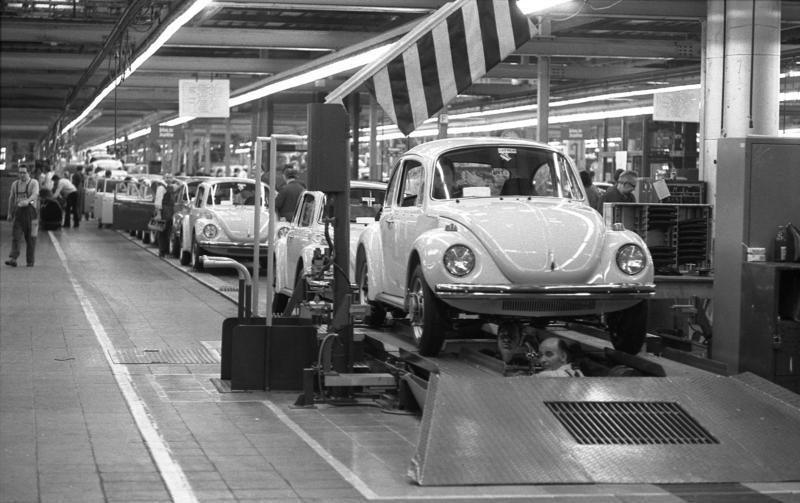
Bilen Volkswagen Typ 1 tillverkades i dåvarande Västtyskland.

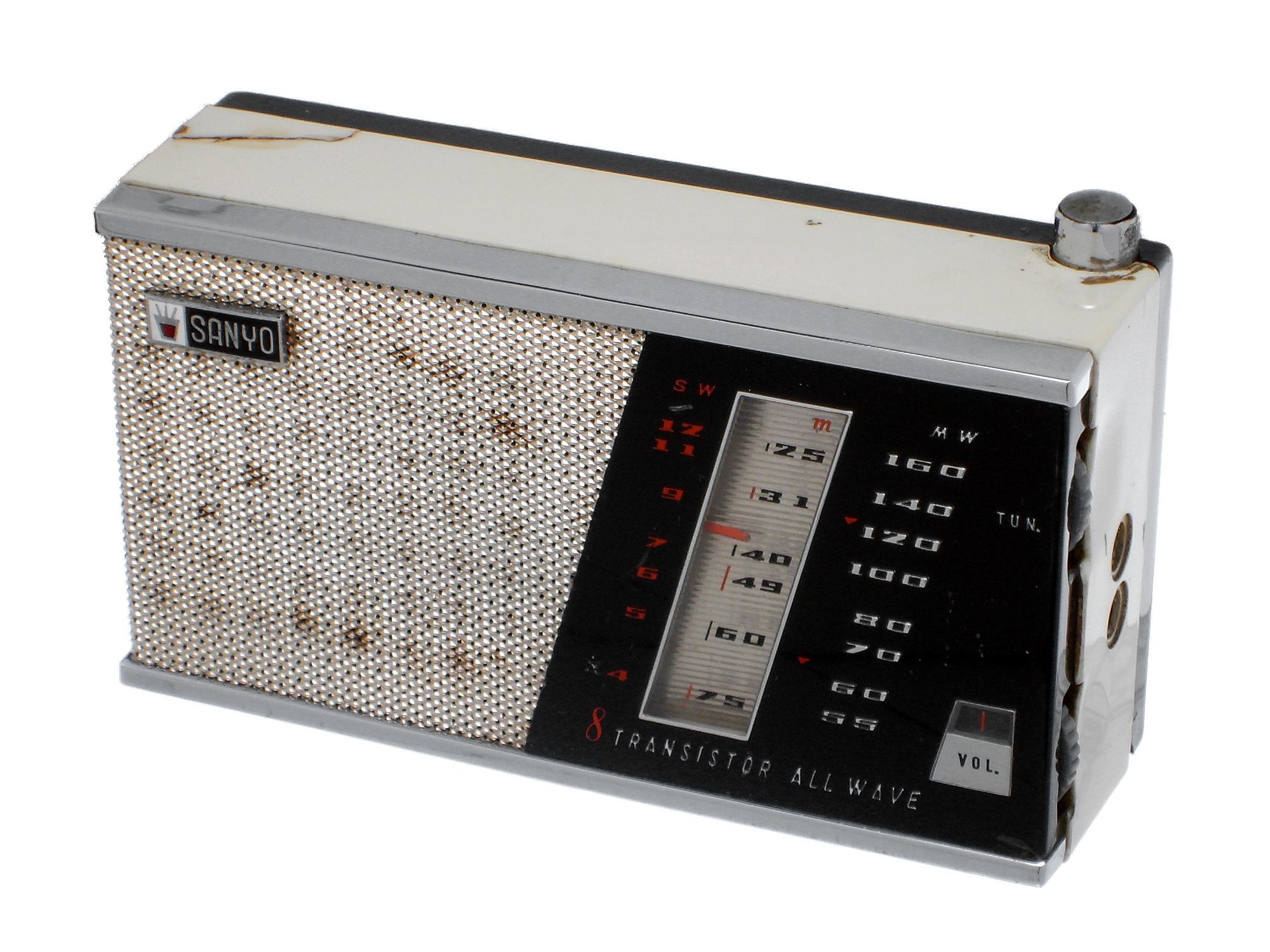
En transistorradio gjord av Sanyo 1959. Japan tillverkade mycket hemelektronik.

Under denna tid fick ungdomen mer fritid i många länder och en ungdomskultur växte fram, med bland annat rockmusik och popmusik. 1968 utbröt vänsterrevolter bland ungdomar i många länder.

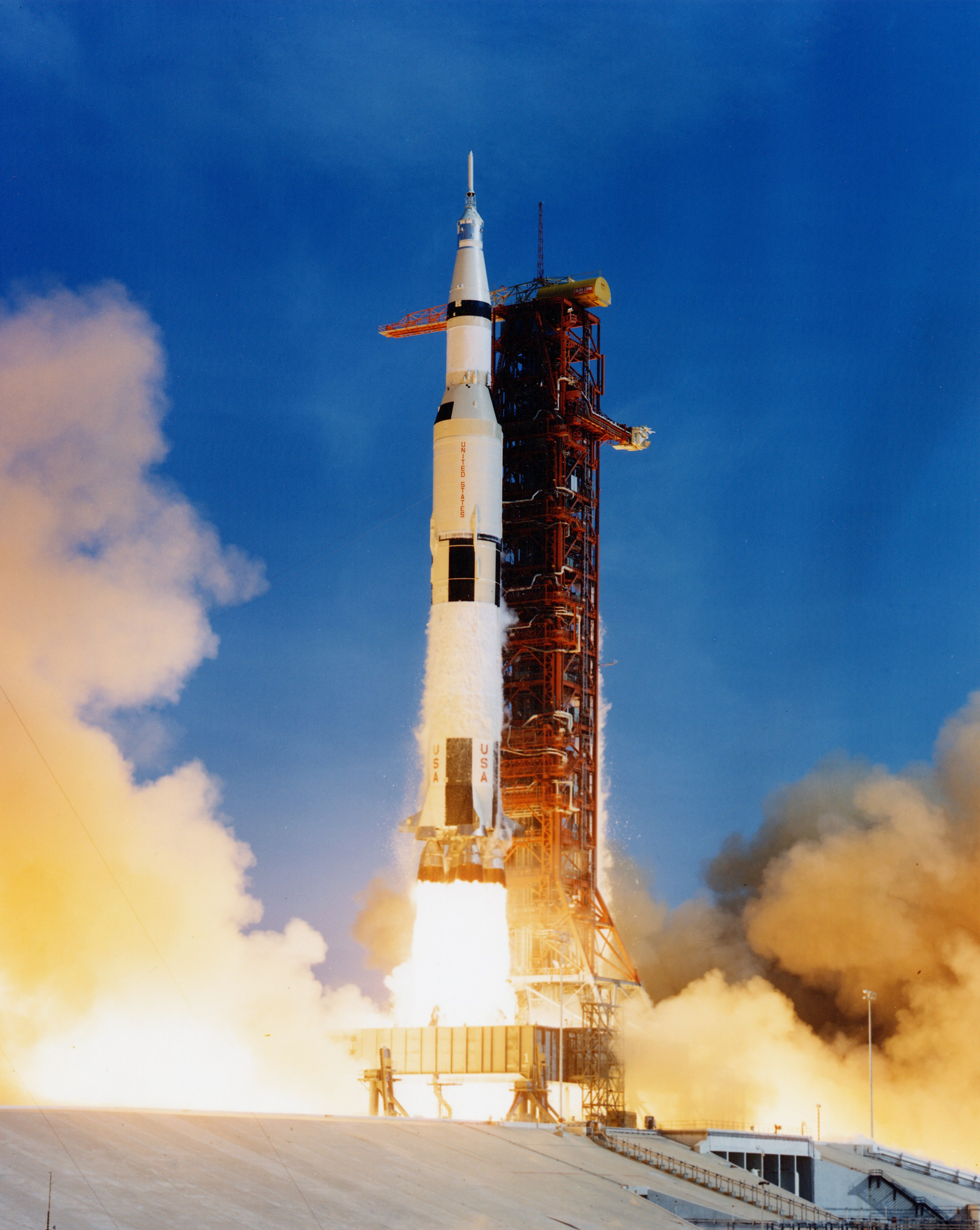
USA:s ekonomiska framgångar ledde bland annat till Apolloprogrammet, mitt under rymdkapplöpningen.

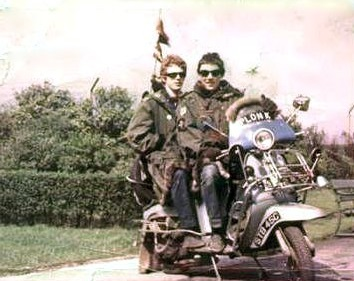
Utökad fritid bland tonåringarna skapade ungdomssubkulturer, som mods.

Tidsepoken kallas också "Keynes ålder" (Age of Keynes) efter nationalekonomen John Maynard Keynes.
Den politiske ekonomen Roger Middleton menar att "guldåldern" startade runt 1950–medan Lord Skidelsky anger 1951.

### Fotnoter
1. ↑  Meghnad Desai (Google Books). Marx's Revenge: The Resurgence of Capitalism and the Death of Statist Socialism. Verso. ISBN 1859844294. http://books.google.co.uk/books?id=gX2wAAAAIAAJ&q=%22stamp+duty%22++1694++%22london+stock+exchange%22&dq=%22stamp+duty%22++1694++%22london+stock+exchange%22&hl=en&ei=6so9TNWMBIK-4gb1rtzGAg&sa=X&oi=book_result&ct=result&resnum=1&ved=0CDQQ6AEwAA
2. ↑  By Terence Ball, Richard Paul Bellamy (Google Books). The Cambridge history of twentieth-century political thought. ISBN 1859844294. http://books.google.co.uk/books?id=N1h4_NqTOFoC&pg=PA45&dq=%22Age+of+Keynes%22&hl=en&ei=A-tSTLafBOaJ4gbrqvX1Ag&sa=X&oi=book_result&ct=result&resnum=9&ved=0CFIQ6AEwCDgK#
3. ↑  Middleton, Roger (2000). The British Economy Since 1945. Palgrave Macmillan. ISBN 0333684834
4. ↑  
Robert Skidelsky (2009). Keynes: The return of the Master. Allen Lane. ISBN 9781846142581